# Antarctic Heritage Trust de Nueva Zelanda

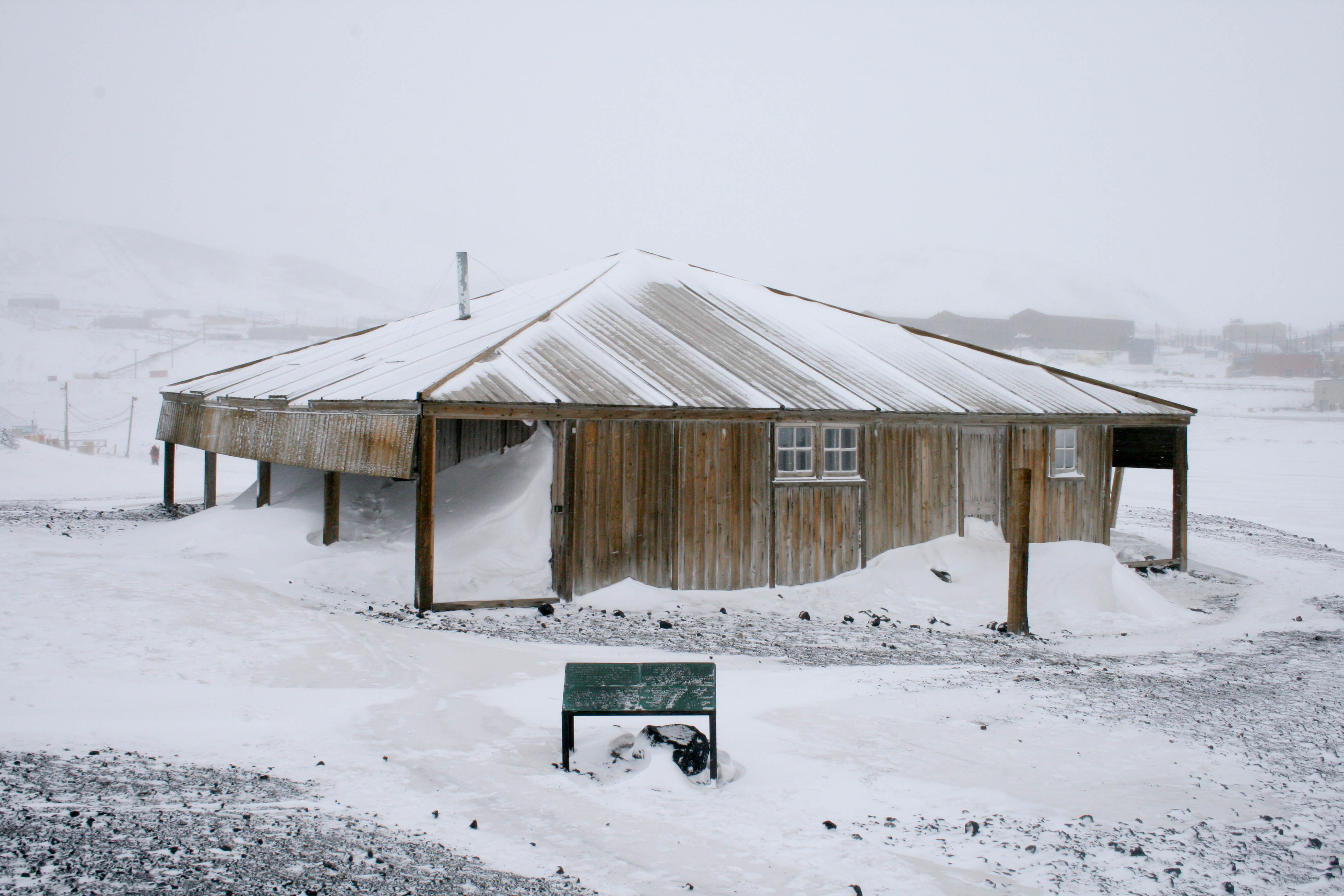
Cabaña de la Expedición Discovery de 1901-1904, erigida por el capitán Scott en la isla de Ross.

La Antarctic Heritage Trust de Nueva Zelanda , conocida por sus siglas en inglés HTA-NZ, (en español, Fundación Patrimonio de la Antártida de Nueva Zelanda) fue fundada en 1987 y es el miembro más antiguo de las dos fundaciones que forman el consorcio Antarctic Heritage Trust. El NZ-HTA es una fundación benéfica independiente, con sede en Christchurch, Nueva Zelanda. Fue creada para salvaguardar los lugares importantes para la historia de la Edad heroica de la exploración de la Antártida, situados en la región del mar de Ross en la Antártida.
Los lugares que la HTA-NZ protege incluyen las cuatro bases de las primeras exploraciones del continente antártico, que son las de Robert Falcon Scott, Ernest Shackleton y Carstens Borchgrevink.
Entre los patrocinadores de la AHT-NZ está el gobernador General de Nueva Zelanda, y antes de su muerte, Sir Edmund Hillary. La fundación está dirigida por una junta de supervisores que representan a una serie de organismos internacionales y otras organizaciones. La fundación tiene dos miembros dedicados trabajar en sus fines a tiempo completo en su sede de Christchurch.

## Proyectos
La HTA-NZ se dedica al "Proyecto de Restauración del Patrimonio del mar de Ross" que fue impulsado por la Princesa Ana de Inglaterra en 2002 en la Antártida.
A pesar de recibir apoyo por parte de la UK Antarctic Heritage Trust británica, la HTA-NZ ha asumido la responsabilidad operativa de la preservación de los lugares de este patrimonio que existen en la región del Mar de Ross, incluidas las cabañas mencionadas.

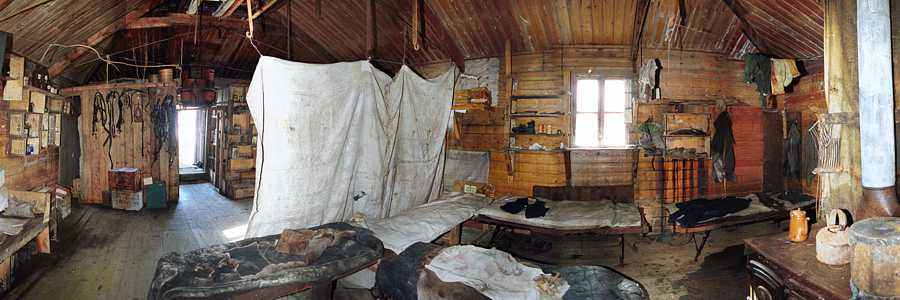
Cabaña de la Expedición Nimrod de 1907-1909, erigida por Shackleton en la isla de Ross.

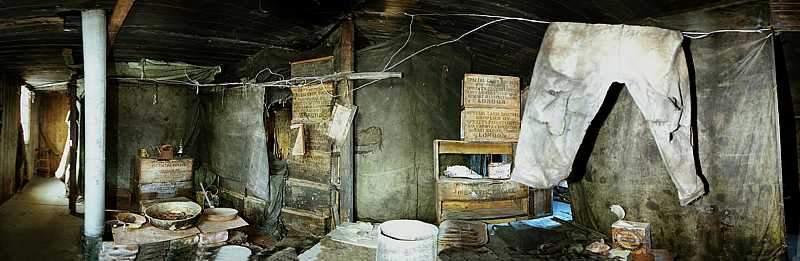
Interior de la cabaña de la Expedición Discovery.